# De Havilland Canada DHC-4 Caribou
de Havilland Canada DHC-4 Caribou (znany też jako CV-2 i C-7 Caribou) – kanadyjski samolot transportowy krótkiego startu i lądowania. 

## Historia
Samolot został oblatany 30 lipca 1958 r. W konstrukcji połączono zdolności STOL charakterystyczne dla samolotów de Havilland Canada DHC-2 Beaver i de Havilland Canada DHC-3 Otter oraz ładowność porównywalną z Douglas DC-2.
Samolot był wykorzystywany przez 32 kraje, m.in. przez United States Air Force, Royal Australian Air Force oraz Royal Canadian Air Force, gdzie został zastąpiony samolotami DHC-5 Buffalo. Amerykańskie samoloty zostały wykorzystane podczas wojny wietnamskiej. Ostatni amerykański Caribou został skreślony ze stanu w 1985 r. W Australii Caribou służył w armii do listopada 2009 r. Obecnie nieliczne egzemplarze są wykorzystywane do celów cywilnych.
Jego następcą stał się opracowany w 1965 r. DHC-5 Buffalo.